# Primas (Religion)
Der Primas („Erster“, „Vornehmster“; lateinischer Plural Primates, deutscher Plural Primasse oder Primaten) ist in mehreren Kirchen (besonders der römisch-katholischen Kirche) ein Ehrentitel. Einem Primas können bestimmte kirchenleitende Funktionen zugeordnet sein. In der anglikanischen Kirchengemeinschaft bezeichnet Primas den leitenden Bischof einer Provinz.

## Bedeutung

### Antike und Mittelalter
Historisch gesehen entstand der Titel eines Primas ab dem 4. Jahrhundert aus der Bezeichnung für den bedeutendsten Bischof einer Provinz des Römischen Reichs. Der Papst, gleichzeitig Bischof von Rom, ist Primas der katholischen Kirche. Primas war später aber auch der Amtstitel für die päpstlichen Vikare und Legaten.
Der Primas hatte gewisse Ehrenrechte, z. B. den Vorsitz auf den Nationalkonzilen, die Ordination der Metropoliten, die Königskrönung. Selten beinhaltete das Primat darüber hinaus auch begrenzte jurisdiktive Rechte gegenüber den Metropoliten und Bischöfen.
Da in späterer Zeit alle hervorragenden Erzbischöfe Anspruch auf den Primat erheben konnten, "wurde die Würde völlig illusorisch".

### Neuzeit
Der Titel ist meist mit der bedeutendsten oder ältesten Diözese eines Landes oder einer Region verbunden, wobei es im Heiligen Römischen Reich deutscher Nation und in Frankreich zeitweise mehrere Primasse gegeben hat. Daraus, dass das Heilige Römische Reich auch das heutige Österreich umfasste, erklärt sich, dass der Salzburger Erzbischof noch den Titel Primas Germaniae trägt.
In älterer Zeit erfreuten sich Primasse verschiedener Privilegien, so hatten sie das Recht zur Einberufung von Synoden in ihrem Bezirk, den Vorsitz in solchen Versammlungen, untergeordnete Kirchengerichte konnten an den Primas appellieren. Außerdem krönte in der Regel der Primas den Herrscher und hatte das Vorrecht, die Bischöfe seines Gebiets zu weihen. Primasse wurden auch als Vikare des Papstes bezeichnet.
Rechtsgrundlage des Primatialtitels war jeweils ein gesondertes päpstliches Privileg. Im Codex Iuris Canonici von 1917 wurde bestimmt, dass Primasse nur dann besondere Rechte haben, wenn dies ausdrücklich im Einzelfall festgelegt worden war. Der Codex von 1983 bestimmt ausdrücklich, dass der Titel eines Primas lediglich einen Ehrenvorrang mit sich bringt, es sei denn, dass sich durch ein spezielles Privileg oder eine gebilligte Gewohnheit etwas anderes ergibt (438  CIC). Einige Aufgabenbereiche werden heute von den Bischofskonferenzen wahrgenommen.
Der Primas rangiert in zeremonieller Hinsicht über einem Metropolitanerzbischof, aber unter einem Patriarchen und Großerzbischof. Falls er Kardinal ist, gelten die auf Kardinäle anwendbaren Regeln.

## Katholische Primasse
| Bistum                                  | Land                                      | Zeitraum | Titel                              |
| --------------------------------------- | ----------------------------------------- | --- | ---------------------------------- |
| Patriarchat von Venedig                 | Italien                                   | Titelführung auch noch um 1889 und 1908 erwähnt                                                             |                                    |
| Erzbistum Köln                          | Heiliges Römisches Reich                  | ab 1052 | Primas Germaniae                   |
| Erzbistum Bari                          | Italien                                   | circa 1090                                                                                                  | Apulien                            |
| Erzbistum Salerno                       | Italien                                   | 20. Juli 1098                                                                                               | Ganz Lukanien                      |
| Erzbistum Salerno                       | Italien                                   | 1545 | Königreich Neapel                  |
| Erzbistum Tarragona                     | Spanien                                   | 1150, 1869, Titelführung auch noch um 1889 und 1908 erwähnt                                                 | Spanien                            |
| Erzbistum Tuam                          | Irland                                    | 1255 | Connaught                          |
| Erzbistum Braga                         | Portugal                                  | vor 1400 | Ganz Iberien                       |
| Erzbistum Braga                         | Portugal                                  | seit 1400                                                                                                   | Portugal                           |
| Erzbistum Dublin                        | Irland                                    | 1353, 1674                                                                                                  | Irland                             |
| Erzbistum Cagliari                      | Italien                                   | 29. Aug. 1087–22. Apr. 1138; 1456, 1569                                                                     | Sardinien                          |
| Erzbistum Santo Domingo                 | Westindien                                | 12. Feb. 1546–28. Nov. 1816                                                                                 | Neue Welt                          |
| Erzbistum Santo Domingo                 | Westindien                                | 28. Nov. 1816                                                                                               | Indien                             |
| Erzbistum Lima                          | Peru                                      | 1572, 1834, 23. Mai 1943                                                                                    | Peru                               |
| Erzbistum Bogotá                        | Kolumbien                                 | 7. Nov. 1902                                                                                                | Kolumbien                          |
| Erzbistum Buenos Aires                  | Argentinien                               | 29. Jan. 1936–22. Juli 2024                                                                                 | Argentinien                        |
| Erzbistum Mexiko                        | Mexiko                                    | 29. Juni 1951                                                                                               | Mexiko                             |
| Erzbistum Québec                        | Kanada                                    | 4. Feb. 1956                                                                                                | Kanada                             |
| Erzbistum São Salvador da Bahia         | Brasilien                                 | 25. Okt. 1980                                                                                               | Brasilien                          |
| Erzbistum Quito                         | Ecuador                                   | 11. Nov. 1995                                                                                               | Ecuador                            |
| Erzbistum Sucre                         | Bolivien                                  | 11. Februar 2021                                                                                            | Bolivien                           |
| Erzbistum Armagh                        | Irland                                    | 1111, IX/1152, 1171, 1261, 1869, Titelführung auch noch um 1889 und 1908 erwähnt                            | Ganz Irland                        |
| Erzbistum Funchal                       | Portugal                                  | 3. Nov. 1534–3. Jul. 1551                                                                                   | Indien                             |
| Erzbistum Nidaros                       | Norwegen                                  | 1152–1687                                                                                                   | Norwegen                           |
| Erzbistum Reims                         | Frankreich                                | circa 850–29. Nov. 1801                                                                                     | Primas von Gallien                 |
| Erzbistum Reims                         | Frankreich                                | 1089 |                                    |
| Erzbistum Reims                         | Frankreich                                | 1095–29. Nov. 1801                                                                                          | Gallia Belgica                     |
| Erzbistum Sens                          | Frankreich                                | 2. Jan. 876–29. Nov. 1801                                                                                   | Gallien                            |
| Erzbistum Rouen                         | Frankreich                                | 990–29. Nov. 1801, Titelführung auch noch um 1889 und 1908 erwähnt                                          | Normandie                          |
| Erzbistum Bordeaux                      | Frankreich                                | 1305, 1306–29. Nov. 1801                                                                                    | Aquitanien                         |
| Bistum Nancy-Toul                       | Frankreich                                | seit 22. Okt. 1602; ab 1777 mit dem Bischofssitz von Nancy (seit 1823 Nancy-Toul) verbunden                 | Lothringen                         |
| Erzbistum Rouen                         | Frankreich                                | seit 11. Jul. 1458                                                                                          | Normandie                          |
| Erzbistum Narbonne                      | Frankreich                                | 6. Nov. 1097, 1418–29. Nov. 1801                                                                            | Gallia Narbonensis                 |
| Erzbistum Doclea                        | Montenegro                                | 877–927 | Dalmatien                          |
| Erzbistum Bar                           | Montenegro                                | 1032, 18. März 1067–1078; 1199, 26. Dez. 1523, 14. Feb. 1870, 7. März 1902                                  | Serbien                            |
| Erzbistum Split-Makarska                | Kroatien                                  | 1199, 1636–30. Jun. 1828                                                                                    | Dalmatien und ganz Kroatien        |
| Erzbistum Esztergom                     | Ungarn                                    | 1394, 24. März 1452, 1869                                                                                   | Ungarn                             |
| Erzbistum Saint Andrews                 | Schottland                                | 17. Aug. 1472, 27. März 1487–V/1694                                                                         | Schottland                         |
| Erzbistum Mecheln (Brüssel)             | Belgien                                   | 14. März 1560–29. Nov. 1801, Titelführung auch noch um 1889 und 1908 erwähnt                                | Belgien                            |
| Erzbistum Goa                           | Indien                                    | 1572, 1606                                                                                                  | Orient                             |
| Erzbistum Warschau                      | Polen                                     | 6. Okt. 1818, 30. Dez. 1819                                                                                 | Königreich Polen                   |
| Erzbistum Karthago                      | Tunesien                                  | 530, 17. Dez. 1053–18. Okt. 1246 ;10. Nov. 1884–9. Jul. 1964                                                | Afrika                             |
| Erzbistum Nicosia                       | Zypern                                    | 1196–1571                                                                                                   | Königreich Zypern                  |
| Erzbistum Auch                          | Frankreich                                | 879–29. Nov. 1801                                                                                           | Novempopulana (Aquitania Tertia)   |
| Erzbistum Auch                          | Frankreich                                | circa 1650–29. Nov. 1801                                                                                    | Deux-Navarra                       |
| Erzbistum Vienne                        | Frankreich                                | 28. Juni 1119, 25. Feb. 1120–29. Nov. 1801                                                                  | Primas der Primasse Frankreichs    |
| Erzbistum Bourges                       | Frankreich                                | circa 840, II/865, 876, 1112, 1126, 15. März 1146, 4. Apr. 1218, XII/1223, 18. März 1232–29. Nov. 1801      | Aquitanien                         |
| Erzbistum Bourges                       | Frankreich                                | II/865–29. Nov. 1801}                                                                                       | Gallia Narbonensis                 |
| Erzbistum Lyon                          | Frankreich                                | 20. Apr. 1079, 1095, 1116, I/1121, 1145–29. Nov. 1801; 25. Jul. 1851                                        | Gallien                            |
| Erzbistum Toledo                        | Spanien                                   | 15. Okt. 1088, 1101, 1118, 3. Nov. 1121, Titelführung auch noch um 1889 und 1908 erwähnt                    | Spanien                            |
| Erzdiözese Salzburg                     | Heiliges Römisches Reich                  | ab 1026, Titelführung auch noch um 1889 und 1908 erwähnt, seit 1689 durch offizielle kaiserliche Verleihung | Primas Germaniae, ganz Deutschland |
| Erzbistum Mainz                         | Heiliges Römisches Reich                  | 780–1803 | Primas Germaniae, ganz Deutschland |
| Erzbistum Trier                         | Ostfränkisches Reich                      | 9./10. Jh.                                                                                                  | Belgica Prima                      |
| Erzbistum Trier                         | Heiliges Römisches Reich                  | 10. Jh.–1803                                                                                                | Primas Germaniae, ganz Deutschland |
| Erzbistum Pisa                          | Italien                                   | 30. Mai 1091                                                                                                | Korsika                            |
| Erzbistum Pisa                          | Italien                                   | 30. Mai 1091–11. Apr. 1176                                                                                  | Judikat Torres auf Sardinien       |
| Erzbistum Pisa                          | Italien                                   | 11. Apr. 1176                                                                                               |                                    |
| Erzbistum Pisa                          | Italien                                   | 31. Dez. 1198                                                                                               | Sardinien                          |
| Erzbistum Pisa                          | Italien                                   | 1. Mai 1138                                                                                                 | Toskana                            |
| Erzbistum Prag                          | Tschechien                                | 1365, Titelführung auch noch um 1889 und 1908 erwähnt                                                       | Böhmen                             |
| Erzbistum Gnesen                        | Polen                                     | 1418, 1513, 1869, Titelführung auch noch um 1889 und 1908 erwähnt                                           | Polen                              |
| Patriarchat von Konstantinopel          | Türkei                                    | 6. Juli 1830–12. Jul. 1867                                                                                  |                                    |
| Erzbistum Skopje                        | Nordmazedonien                            | 6. März 1656–29. Okt. 1924                                                                                  | Serbien                            |
| Erzbistum Magdeburg                     | Heiliges Römisches Reich                  | 986–1648 | Primas Germaniae, ganz Deutschland |
| Erzbistum York                          | England                                   | 11. Jahrhundert, 1353–30. Jan. 1688                                                                         | England                            |
| Erzbistum Canterbury                    | England                                   | 1072, 5. Apr. 1166–30. Jan. 1688                                                                            | Ganz England                       |
| Erzbistum Uppsala                       | Schweden                                  | 1367, 1397, 1455–1687                                                                                       | Schweden                           |
| Erzbistum Eauze                         | Frankreich                                | 6. Jahrhundert–879                                                                                          | Novempopulana (Aquitania Tertia)   |
| Erzbistum Lund                          | Schweden                                  | 1163, 16. Nov. 1217–1687                                                                                    | Skandinavien                       |
| Erzbistum Santiago del Estero           | Argentinien                               | 22. Juli 2024                                                                                               | Argentinien                        |
| Tirnowo                                 | Bulgarien (Bulgarisch-katholische Kirche) | 7. Nov. 1204–1235; 1277–circa 1280                                                                          | Bulgarien und Walachei             |
| Benediktinischen Konföderation          | International                             | ab 1893 (Zusammenschluss der Benediktiner zur Benediktinischen Konföderation)                               | Abbas primas/Abtprimas, weltweit   |
| Konföderation der Augustiner-Chorherren | International                             | ab 1959 (Zusammenschluss der Augustiner-Chorherren Kongregationen zur Konföderation)                        | Abbas primas/Abtprimas, weltweit   |

## Heraldik

Wappen eines katholischen Primas; grüner Galero mit 30 Quasten. Handelt es sich um einen Patriarchen, ist das Grün von Gold eingefasst.

Die meisten Primates benützen heutzutage ihr Wappen als Erzbischof oder Kardinal, der Erzbischof von Salzburg führt als Legatus natus ein erzbischöfliches Wappen in Rot (20 Quasten, päpstliches Legatenkreuz in der Mitte, links und rechts davon das erzbischöfliche Kreuz und der Hirtenstab). Es gibt jedoch ein (veraltetes) Wappen für Primates, welches sich von dem des Patriarchen, durch seine nicht in Gold gefassten Quasten und deren Verbindung zum Galero unterscheidet.
Siehe auch: Kirchliche Heraldik

## Orthodoxe Kirchen
Im Bereich der Orthodoxen Kirchen wird der Titel Primas oft für die Oberhäupter autokephaler Kirchen gebraucht.

## Anglikanische Kirchengemeinschaft
Innerhalb der Anglikanischen Weltgemeinschaft ist ein Primas das Haupt einer Kirchenprovinz (Landeskirche). In der Regel deckt sich eine Provinz mit einem oder mehreren Nationalstaaten. Der Primas kann der Bischof eines bestimmten Sitzes sein, so wie für England der Erzbischof von Canterbury oder er wird auf der Provinzsynode aus dem Kreis der Bischöfe gewählt. In den meisten Fällen trägt er den Titel eines Erzbischofs. Oft ist seine Amtszeit beschränkt. Das Amt des anglikanischen Primas entstand aus dem Primastitel des Erzbischofs von Canterbury.
Siehe auch: Liste der anglikanischen Kirchen

Wappen eines Abtprimas; schwarzer Galero mit 10 Quasten (anstatt der üblichen 6 Quasten für die Äbte), Krummstab mit Pannisellus.

## Fürstprimas
Mit der Rheinbundakte wurde 1806 in Deutschland ein souveräner Fürstprimas geschaffen. Amtsträger war im Rheinbund der Reichserzkanzler und zugleich Erzbischof und Bischof von Regensburg, Karl Theodor von Dalberg. Der Rheinbund brach nach der Niederlage Napoleons in der Völkerschlacht bei Leipzig 1813 zusammen. Dalberg starb 1817 und mit ihm erlosch der Titel.
In Ungarn war es der Erzbischof von Gran, der auch Primatialrechte ausübte.

## Abtprimas
Abtprimas nennt man seit dem späten 19. Jahrhundert den Leiter einer Ordenskonföderation. Er ist u. a. der Titel des obersten Repräsentanten der Benediktinischen Föderation und der Augustiner-Chorherren. 
Er gilt als primus inter pares unter den Äbten der Konföderation, hat somit überall im Orden den Ehrenvorrang. Er darf sich im Orden der Ponitifikalien einschließlich des violetten Pileolus bedienen und ist berechtigt am allgemeinen Konzil teilzunehmen.